# Octopus Kool Aid
Octopus Kool Aid es el vigesimosegundo álbum de estudio de Omar Rodríguez-López en su carrera como solista, en el que colabora con Teri Gender Bender de Le Butcherettes.

## Lista de canciones
Toda la música del álbum fue compuesta por Omar Rodríguez-López, Voz y Letras escritas por Teri Gender Bender 
1. "Buenos Aires" – 1:01
2. "Where Are The Angels?" – 3:32
3. "Pink Heart" – 4:11
4. "Células Hermosas" – 1:34
5. "People Feeding" – 3:13
6. "Un Café Atonal" – 1:31
7. "18" – 6:12
8. "Waves" – 3:17
9. "Avión Apestoso" – 2:01
10. "Worlds Get In The Way" – 4:13

## Personal
- Omar Rodríguez-López – Loops, Sintetizadores, Rhodes, Bajo, Guitarra
- Teri Gender Bender – Voz, Letras
- Marcel Rodríguez-López – Caja de Ritmos

## Lanzamiento
| Región  | Lanzamiento         | Discográfica                | Formato          |
| ------- | ------------------- | --------------------------- | ---------------- |
| Mundial | 24 de julio de 2012 | Rodríguez López Productions | Descarga Digital |
| Mundial | 24 de julio de 2012 | Rodríguez López Productions | CD               |